# Islândia nos Jogos Olímpicos de Inverno de 1980

A Islândia competiu nos Jogos Olímpicos de Inverno de 1980 em Lake Placid, Estados Unidos.